# أبدولاي كايتا
أبدولاي كايتا (بالفرنسية: Abdoulaye Keita)‏ (5 يناير 1994 بباماكو في مالي - ) هو لاعب كرة قدم مالي في مركز الوسط. شارك مع منتخب مالي تحت 20 سنة لكرة القدم. أما مع النوادي، فقد لعب مع نادي باستيا وÉF Bastia ‏.

## روابط خارجية
- أبدولاي كايتا على موقع قاعدة بيانات كرة القدم.إي يو (الإنجليزية)
- أبدولاي كايتا على موقع Soccerway.com (الإنجليزية)
- أبدولاي كايتا على موقع AS.com (الإسبانية)